# Dolmuş

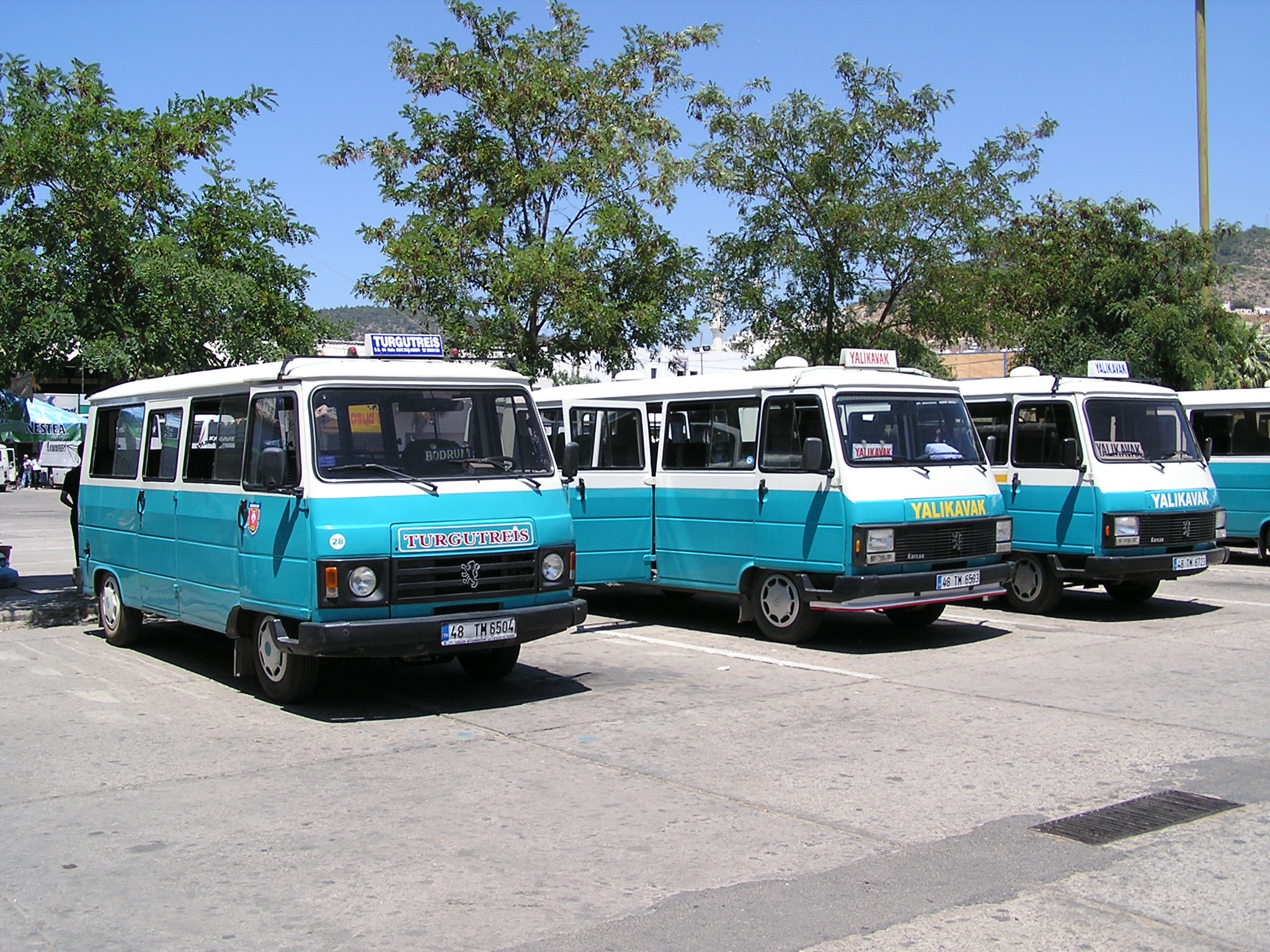
Dolmuş in Bodrum

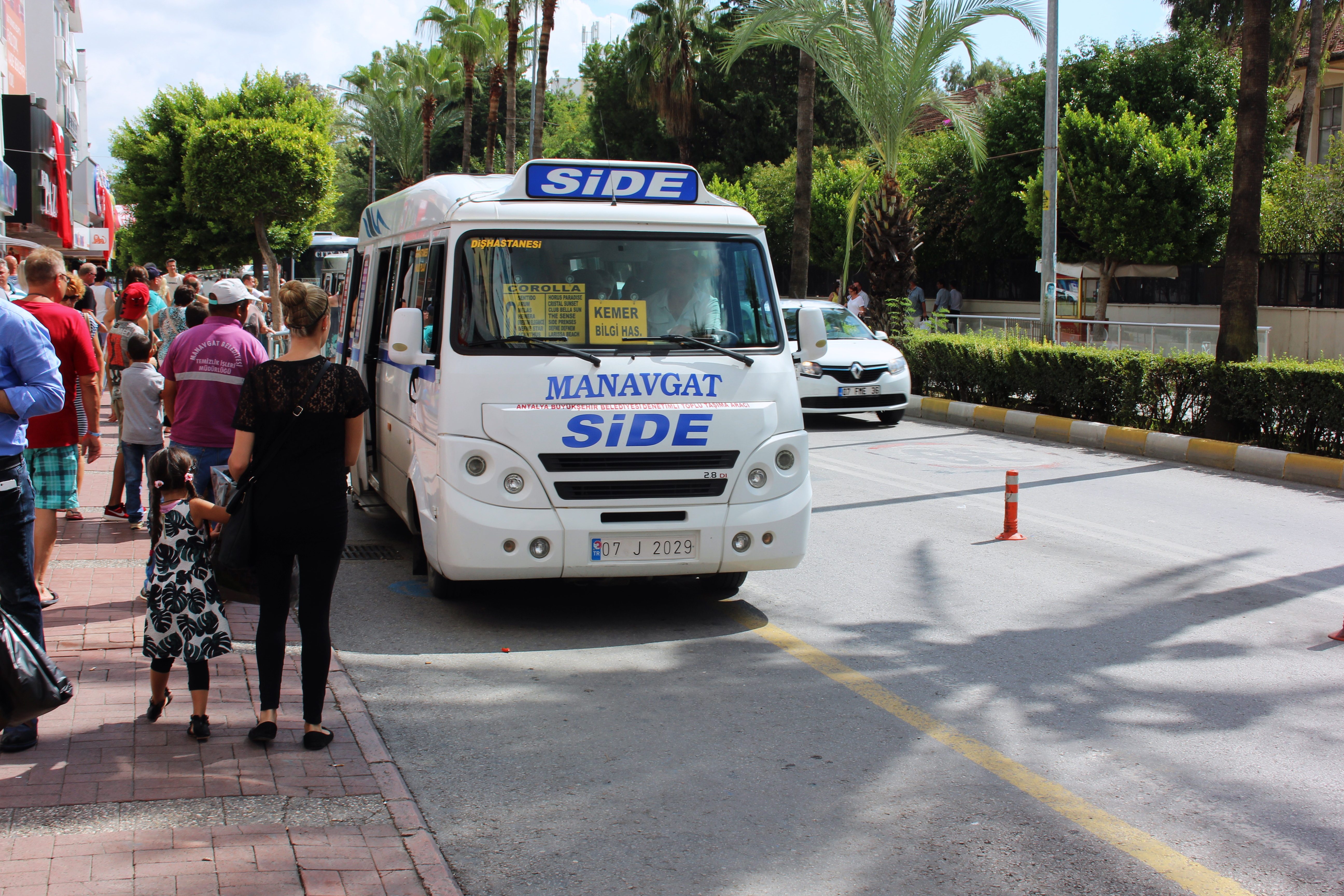
Dolmuş in Manavgat (2015)

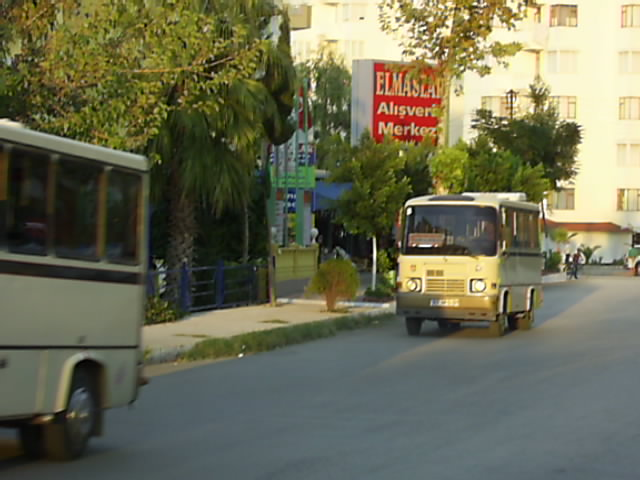
Dolmuş unterwegs in Antalya

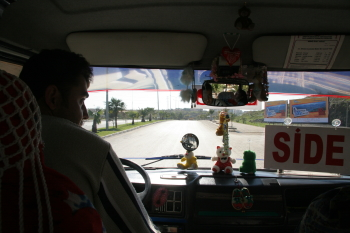
Dolmuş von innen mit Fahrer in Side

Dolmuş (türk. gefüllt) ist die Bezeichnung für eine spezielle Art von Sammeltaxi in der Türkei und in der Türkischen Republik Nordzypern. Der Dolmuş gehört zum typischen Erscheinungsbild der Türkei. Diese öffentlichen Transportmittel verkehren auf festgelegten Kurzrouten (türkisch „hat“) und übernehmen einen großen Teil des öffentlichen Personennahverkehrs. Die Bezeichnung beruht darauf, dass der Dolmuş erst losfährt, wenn genügend Plätze besetzt sind.
Als Dolmuş werden in der Türkei Kleinbusse, Automobile, Boote und Motorboote eingesetzt.

## Geschichte
Früher erfolgte der Dolmuş-Betrieb ausschließlich zum Überqueren des Bosporus und Goldenen Horns über die kayık. Die Bezeichnung „Dolmuş“ taucht offiziell zum ersten Mal im türkischen Wörterbuch „Kâmus-u Türkî“  Mitte des 19. Jahrhunderts auf. Der Dolmuş-Betrieb mit dem Automobil wird seit 1931 durchgeführt. Früher wurde der Gesamtbetrag unter den Fahrgästen aufgeteilt. Der Dolmuş-Betrieb erfolgte zuerst in Istanbul und wurde auch in andere Großstädte übertragen. 1939 wurde durch die Stadt Istanbul (Istanbul Belediyesi) eine Regelung eingeführt, die den Dolmuş miteinbezog. Die Regelung bestimmte den Fahrpreis (12,5 Kuruş) der Route Eminönü–Şişli. Bis heute kamen weitere Regelungen hinzu und andere wurden abgeschafft, wie die Mindestvoraussetzung eines Dolmuş-Auto- bzw. Kleinbusfahrers, mindestens 25 Jahre alt und verheiratet zu sein sowie einen guten Ruf zu haben.

## Marktanteil & Preise
Im Jahre 1970 wurden in Istanbul 43 % des Personenverkehrs mit dem Dolmuş durchgeführt.
Die Fahrpreise weisen örtliche Unterschiede auf und sind strecken- und konkurrenzabhängig. Lokal gibt es auch Konkurrenzkampf zwischen den Dolmuş-Unternehmern und den Stadtbussen, so dass die Preise beiderseits auch gesenkt werden.

## Dolmuş als Minibüs
Die türkische Bezeichnung Minibüs bedeutet Kleinbus. Die Fahrt beginnt in der Taktzeit (z. B. 20-Minuten-Takt) oder bei hinreichender Belegung der Sitzplätze vor der Abfahrtszeit. An der Frontscheibe wird das Fahrtziel durch ein Schild angezeigt und laut ausgerufen. Man muss dem Fahrer ein Handzeichen geben, um den Mitfahrwunsch zu äußern und mitgenommen zu werden. Für das Aussteigen muss man dem Fahrer oder seinen Gehilfen (falls vorhanden) den Wunsch zum Halten zurufen und kann auf der Route an jeder Haltemöglichkeit, wie z. B. am Fahrbahnrand, aussteigen. Die aktuellen Fahrpreise kann man der im Minibüs ausgehängten Liste entnehmen. Den Betrag muss man auf das Armaturenbrett legen oder dem Fahrer bzw. Gehilfen weiterreichen lassen, ohne dass Fahrscheine ausgegeben werden.